# Lista de automóveis do Brasil
Esta é uma lista de automóveis que foram ou continuam sendo fabricados ou comercializados no Brasil.

## Abarth
- Pulse Abarth 2022-presente
- Fastback Abarth 2023-presente

## Adamo
- AC2000[1] 1988-1990
- CRX[1] 1981-1990
- GT[1] 1970-1990
- GT-2[1] 1974-1990
- GTL[1] 1978-1990
- GTM[1] 1978-1990
- GTM C2[1] 1981-1990

## Agrale
- Marruá 2004-presente[2]

## Aldee
- GT 1.8 Street 1987-1988[3]
- Spyder 1996-presente
- GT 2.0 Street 1988-1990
- Street/Racing 1990-1990
- Racing Coupé 1990-1993

## Alfa Romeo
- Alfa Romeo 2000 1960-1968
- 2300 03/1974-1976
- 2300 Ex. 11/1974-1976 (executivo)
- 2300 B 1976-1980
- 2300 Ti 1976-1980
- 2300 Rio 1974 ou 1978-?
- 2300 SL 1980-1984[4]
- 2300 Ti 4 1980-1986
- 2300 Álcool Ti 1981-1986 (derivado do SL)
- 145
- 155
- 164
- 156
- 147
- 166
- GTV & Spider

## Americar
- XKCoupe 2007
- XK120 2007
- Cobra 2002
- GT40
- Hot Rod Willys 1941 (1996)

## Arrow
- ONE 2023-presente[5]

## Audi
- A3 1999-2006
- A3 Sedan 2015-presente
- Q3 2016-presente
- TT
- A1
- R8
- A4 1995 - presente
- A5
- A6
- A7
- Q5
- Q7
- Senna

## Aurora
- 122 C[6] 1989-1993

## Avallone
- A 11 Avallone 1971-?[7]
- TF 6R 1976-?
- Fusca Cabriolet 1982-?
- Limosine Monza 1984-?
- A 52 1985-?
- Avallone Presidencial 1988-?

## Bianco
- Bianco S 1976
- Bianco Série 2
- Bianco Tarpan 1978
- Bianco Tarpan TS 1981

## BMW
- Série 1[8] 2015-presente
- Série 3[9] 2014-presente
- X1 2014-presente
- X3 2015-presente
- X4 2017-presente
- Z3
- Z4
- Série 2
- Série 4
- Série 5
- Série 7
- Série 8
- X2
- X5
- X6
- M2 Competition
- M3 Sedã
- M4 Coupé
- M5
- X6M
- i3

## Bola
- Fera XK 1981-1983

## Brasinca
- 4200 GT[10] 1965-1966
- 4200 GTS[11] 1966-1967

## BYD
- Dolphin
- Dolphin Mini (Seagull)
- Dolphin Plus
- Han
- Seal
- Tan
- Yuan Plus
- Yuan Pro
- Shark
- King DM-i
- Song Plus DM-i
- Song Plus Premium DM-i
- Song Pro DM-i

## CBP
- Super 90 1984-?[12]
- Spyder 550 - 1985-?
- 911 Carrera 1986-?
- 911 Carrera 2/4
- 911 Carrera conversível
- MG MGA 1987-?
- EJ 1 1987-?
- Formigão

## CBT
- CBT Javali 4x2 - ano 1989-1994[13][14]
- CBT Javali 4x4 - ano 1989-1994
- CBT Javali 4x4 (turbo) - ano 1991 a 1994[15][16]

## Chamonix
- Roadster 356 2011-presente[2]
- Speedster 356 1994-presente[2]
- Spyder 550 R 2001-2004
- Spyder 550 S 1995-presente[2]
- Spyder 550 S L.M. 2010-presente[2]
- Super 90 1990-2006

## Chery
- Arrizzo 5 - 2018-presente
- Celer 2015-2017
- QQ 2016-2020
- Tiggo 2 2018-presente
- Tiggo 7 2018- presente
- Face 2010-2018
- Cielo 2013-2018
- Arrizo 5E
- Tiggo 3x 2021-2022
- Tiggo 8 2020-presente
- Arrizo 6 2021-presente
- Tiggo 5x 2019-presente
- iCar 2022-presente

## Chevrolet
- 3100/Brasil 1958-1963
- A-10[17]
- A-20 1985-1995[17]
- Alvorada 1961-1963
- Amazona 1959-1963
- Astra 1998-2011
- Beretta
- Blazer 1995-2011
- Bonanza 1989-1994
- Bolt 2019-2024
- C-10 1974-1988[17]
- C-14 1964-1973
- C-1416 1964-1994
- C-15 1964-1973
- C-20 1985-1995[17]
- Camaro 2010-2024
- Caravan 1975-1992
- Celta 2000-2015[2]
- Chevette Hatch 1980-1988[18][19]
- Chevette 1973-1993[20]
- Chevette Junior 1992-1993
- Chevy 500 1983-1995
- Cobalt 2011-2020[2]
- Corisco ?-1963
- Corsa 1994-2012
- Corsa Sedan / Classic 1995-2011[21]
- Corsa Pick-up 1995-2002
- Corsa Wagon 1997-2001
- Cruze 2011-2024[2]
- Cruze Sport6 2012-2024
- D-10 1980-1985[17]
- D-20 1985-1995[17]
- Ipanema 1990-1998
- Kadett 1989-1998
- Kadett Conversível 1991-1995
- Marajó 1981-1989
- Meriva 2002-2012
- Montana 2003-presente[2]
- Monza Sedan 1983-1996
- Monza Hatch 1982-1988[22]
- Omega 1992-1998/1998-2012 (importado da Austrália)
- Onix 2012-presente[2]
- Opala Coupé 1971-1988
- Opala 1968-1992
- Prisma 2006-2019[2]
- Silverado 1997-presente
- S10 1995-presente[2]
- Spin 2012-presente[2]
- Suprema 1993-1996
- TrailBlazer 2012-presente[2]
- Vectra 1993-2011
- Vectra GT 2007-2011
- Veraneio 1964-1994
- Volt
- Zafira 2001-2012
- Equinox 2017- presente
- SS10
- Caprice
- Malibu 2010-2013
- Tigra

## Chrysler/Dodge
- 1800 1973-1975[23]
- 1800 Polara 1976-1981
- Charger 1971-1981[24][25]
- Dakota 1998-2002
- Dart Sedã 1969-1981[26]
- Dart Coupé 1970-1981
- LeBaron 1979-1980
- Magnum 1979-1981
- Polara 1976-1981
- Journey 2009-2018
- Durango
- Town & Country
- 300
- PT Cruiser
- Caravan/Grand Caravan 1996-2005
- Stratus
- D100

## Citroën
- Aircross 2010-2020[2]
- C3 2003-presente[2]
- C4 Cactus 2018-presente
- Xsara Picasso 2001-2012
- DS3
- Xantia (importado da França)
- C5 2001 (importado da França)
- C4 Pallas 2007-2013
- C4 Lounge 2013-2019
- C4 Hatch 2009-2013
- C4 VTR (Coupe) 2008-2009
- C6 2007
- DS4
- DS5
- C3 Picasso 2012-2017
- XM 1995
- ZX 1992-1997

## Concorde
- Concorde 1976-2003[27]

## Corona
- Dardo F 1.3 1979-1983[28]
- Dardo  F 1.5

## Cross Lander
- CL-244 2002-2005
- CL-330 2002-2005

## Daewoo
- Espero 1994-2000
- Nubira
- Lanos
- Leganza
- Super Salon
- Tico
- Prince

## Daihatsu
- Cuore
- Applause
- Terios
- Feroza
- Move

## Dankar
- Squalo[29] 1979-?
- Julia[29] 1981-1984

## DKW-Vemag
- Belcar 1958-1967[30]
- Caiçara 1963-1965[31]
- Camioneta 1958-?
- Candango 1958-1963
- F-91 Universal 1956-1958
- Fissore 1964-1967
- Grande 1958-1967
- Pracinha 1966-1967
- Vemaguet 1958-1967

## Edra
- Rancho PK[32]
- Rancho TT 1990-?
- GT e GT-R 2003-?
- Mog 2005-?
- Aris 2009-?

## Emis
- Art 1986-1987[33]

## Engerauto
- Topazzio 1988-1989[34]

## Engesa
- EE-12 1984-1984
- EE-34[35]
- 4 1985-1987

## Envemo
- Camper 1989-1995
- Super 90 1980-?
- Super 90 Cabriolet 1981-?

## Envesa
- Envesa 4 ?[36]

## Effa
- Effa M100

## Farus
- ML-929 1978-?[37]
- TS 1982-?
- Beta 1984-?
- Beta Cabriolet 1985-?
- Quadro 1989-1990

## Fiat
- 147 1976-1986[38]
- Argo 2017-presente
- Brava 1999-2003
- Bravo 2010-2016[2]
- City
- Cronos 2018-presente
- Doblò 2001- 2019[2]
- Ducato 1998-presente
- Elba 1986-1996
- Fastback 2022-presente
- Fiorino 1979-presente
- Idea 2005-2016[2]
- Linea 2008-2016[2]
- Marea 1998-2007
- Marea Weekend 1998-2007
- Mobi 2016-presente
- Oggi 1983-1985[39]
- Palio 1996-2018[2]
- Weekend/Palio Weekend 1997-2020[2]
- Panorama 1980-1986[40]
- Prêmio 1985-1995
- Pulse 2021-presente
- Punto 2007-2017[2]
- Scudo 2023-presente
- Siena/Grand Siena 1998-2022[2]
- Spazio 1983-1984
- Stilo 2002-2010
- Strada 1998-presente[2]
- Tempra/Tempra SW 1991-1999
- Tipo 1993-1997
- Toro 2018-presente
- Uno/Mille 1984-2022[2]
- Coupé 1995-1996
- 500 2007-2018 e 2021-presente

## FNM
- 2000 JK 1960-1968
- 2150 JK 1968-1973
- Onça 1966-1967
- Fúria GT 1971[41][42]

- 832 2020-presente[43][44]
- 833 2020-presente[44][43]

## Ford
- Belina 1970-1977
- Belina II 1977-1991
- Bronco 2021-presente (importado dos Estados Unidos)
- Corcel 1968-1977
- Corcel II 1977-1986
- Courier 1997-2013[2]
- Courier Van
- Del Rey 1981-1991
- Del Rey Scala 1984-1986
- EcoSport 2003-2021[2]
- Escort 1983-2003[45]
- Escort SW 1997-2003[46]
- Escort conversível 1985-1995
- F-100 1957-1984[47]
- F-150 2023-presente (importado dos Estados Unidos)
- F-1000 1979-1999[48]
- F-250 1999-2011
- F-75 1972-1983[49] (ver Willys Overland)
- Fiesta 1996-2019[2]
- Focus 2000-2019
- Jeep 1972-1983 (ver Willys Overland)
- Galaxie 500 1967-1979[50]
- Galaxie 1970-1972[50]
- Ka 1997-2021[2][51]
- Ka+ 2014-2021[2][51]
- LTD 1969-1970 - voltou a ser produzido 1976-1982[50]
- LTD Landau/Landau 1971-1983[50]
- Maverick 1973-1979
- Maverick Pick-Up 2022-presente (importado dos Estados Unidos)

- Mustang 2018-presente (importado dos Estados Unidos)
- Mondeo 1995-2006
- Pampa 1982-1997
- Ranger 1994- presente (importado da Argentina)
- Royale 1992-1996
- Territory 2020-presente (importado da China)
- Rural 1972-1977[49] (ver Willys Overland)
- Verona 1989-1996
- Versailles 1991-1996
- Fusion  2006-2020
- Edge 2009-presente (importado dos Estados Unidos)
- Taurus 1994-2000
- Crown Victoria

## Furglass
- Furglaine 1980- 1994

## Geely
- EC7 ? - ?
- GC2 ? - ?

## Glaspac
- Cobra 1982-1987

## GMC
- 3500 HD 1997-2001

## Grancar
- Futura 1990-1991

## Gurgel
- Ipanema (nas versões picape e QT) 1969-1971[52]
- Bugato 1970-1971[52]
- Xavante XT 1971-1975[52]
- Xavante XTR 1971-1975[52]
- Xavante XTC 1974-1975[52]
- X-10 1975-1977[52]
- X-20 1976-1979[52]
- X-12 1975-1988[52]
- Tocantins 1988-1991[53]
- X-15 1979-1982[52]
- G-15 1979-1982[52]
- Itaipu E-150[52]
- Itaipu E-400 1981-1982[52]
- Itaipu E-500 1981-1982[52]
- G-800 1982-1988[52]
- XEF 1983-1986[52]
- Carajás 1984-1989[52][54]
- BR-800 1988-1991[52][55]
- BR-800 Van
- Motomachine 1990-1992[52]
- Supermini 1992-1995[52]

## GWM
- Haval H6 2023-presente (importado da China)[56]
- Haval H6 GT
- Haval H6 PHEV19
- Haval H6PHEV 34
- Haval H6 GT
- Tank 300
- ORA 03 Skin
- ORA 03 GT

## Hofstetter
- Hofstetter 1986-1993[57]

## Honda
- Accord 1994-presente (importado do Japão)
- City 2009-presente[2]
- Civic 1992-2021[2] e 2022-atualmente (importado do Japão)
- Fit 2003-2022[2]
- CR-V 1996-presente
- HR-V 2015-presente
- WR-V 2017-2021
- NSX

## Hummer
- H1
- H2
- H3

## Hyundai
- Accent 1995-1998 (importado)[58]
- Hyundai Atos 2000-2002
- Creta 2016-presente
- HB20 2012-presente
- HB20S 2012-presente
- HB20X 2012-2022
- Hyundai i30/i30 CW 2009-2017
- ix35 2011-presente
- Tucson 2005-presente
- Azera 2007-presente
- Veloster 2011-2014
- Santa Fe 2007-presente
- Veracruz
- Genesis
- Elantra 2011- 2020
- Equus
- Sonata 2011-2014

## IBAP
- Democrata[59]

## Inbrave
- Swing 1981-?

## Infiniti
- FX35
- QX56
- FX50
- J30

## Ita
- Lassale[60]

## JAC
- T5 2018-presente
- T40 2018-presente
- JAC J3 2011- 2018
- JAC J3 Turin 2011- 2018
- JAC J6 2011- 2018
- JAC J5 2012- 2018
- JAC J2 2010- 2018
- iEV 20
- iEV 60
- iEV 40
- T80
- T50
- T60
- T6
- E-JS1 ?-?

## Jaguar
- S-Type
- F-Pace

## Jeep
- Commander 2021-presente
- Compass 2016-presente
- Renegade 2015-presente[61]
- Cherokee
- Grand Cherokee
- Wrangler
- Gladiator

## JPX
- Montez 1992-2001
- Montez pick-up 1995-2001

## Kadron
- Tropi Buggy 1969-1974[62]

## Kia[63]
- Kia Picanto ou Kia Morning 2008-presente
- Kia Cadenza ou Kia K7
- Kia Cerato ou Kia Forte ?-2023
- Kia Cerato Koup ou Kia Koup ou Kia Forte Koup
- Kia Sportage
- Kia Carens ou Kia Rondo?-?
- Kia Sorento
- Kia Carnival ou Kia Sedona
- Kia Bongo? - presente
- Kia Mohave ou Kia Borrego
- Kia Soul 2013 -?
- Kia Optima?
- Kia Quoris?
- Kia Stinger 2018-2021
- Kia Rio 2019-?

## Lada
- VAZ- 2105 (Laika) 1990-1997
- VAZ- 2104 (Laika Station Wagon) 1990-1997
- VAZ- 2108 (Samara) 1990-1997
- VAZ- 2121 (Niva) 1990-1997

## L'Automobile/L'Auto Craft
- Ventura 1978-?
- Ventura conversível ?-?
- Ventura II 1988-?
- Sabre 1990-1997

## Lafer
- MP TD 1974-1990
- MP LL 1976-1979
- MP TI 1978-1990
- MP TX 1986-1990

## Land Rover
- Range Rover Evoque 2016-presente
- Range Rover
- Range Rover Sport
- Defender
- Vogue
- Autobiography
- Range Rover Velar
- Discovery

## Lexus
- ES
- LS
- UX
- NX
- RX
- CT
- LC
- NX 300h

## LHM
- Phoenix 1985-?[64]
- Ítala 1987-?

## Lifan
- X60
- 320
- 530
- X80

## Lincoln
- Continental
- Town Car

## Lobini
- H1 1999-presente
- R 2007-2010

## Lorena
- Lorena GT 1968-?[65]
- Lorena RM 1972-?
- Lorena GT-L 2010-?

## Macan
- Gurgel 1200 (nas versões Ipanema, Enseada, Augusta e Xavante) 1966-1969[66]

## Mahindra
- M.O.V. 2012-2015
- Pick-up 2007-2015
- Scorpio 2007-2009
- SUV 2009-2011

## Malzoni
- Malzoni I
- Malzoni II
- Malzoni III
- GT Malzoni 1964-1966
- GT Malzoni II (Malzoni GTM) 1976-1978
- GT Malzoni II (Malzoni GTM) conversível 1976-1978

## Matra Veículos
- Matra Pick-up 2002-2004

## Mazda
- 626
- Protegè
- MX-3
- MX-5

## Megastar Veículos
- Emme 1997-1999[67][68]

## Mercedes-Benz
- Classe A 1999-2005
- Classe C 2016-presente
- CLC 200 2008-2010
- GLA 2016-presente
- CLA
- Classe E
- Classe S
- GLC
- GLE
- GLS
- SLC
- Classe G
- SLK
- Classe GLK
- Classe CLK
- Classe M

## MG
- MG550
- MG6

## Mini
- Countryman 2015-presente
- Cooper

## Mirage
- Mirage GT

## Mitsubishi
- ASX 2013-presente
- L200 1991-presente
- Lancer 2014-2019[69]
- Pajero TR4 2007-2015
- Pajero 1997-presente
- Eclipse
- Outlander 2001-presente
- Eclipse Cross 2018-presente

## Miura
- Sport 1977-1979
- Sport II 1980-1983
- MTS 1981-?[70]
- Targa 1982-1988
- Spider 1983-1988
- Kabrio 1984-1985[71]
- Saga 1984-1988[72]
- 787 1986-1990
- X8 1987-1990
- Saga II 1988-1992
- Top Sport 1989-1992
- X11 1990-1992
- BG-Truck CD 1993-1997

## Monarca
- Monarca 1954 ou 1955[73]

## NBM
- Jornada 1984-1988[74]
- Spirit 1986-1988[74]

## Nissan
- Frontier 1990-presente[2]
- Grand Livina 2010-2014
- Kicks 2016-presente
- Livina 2007-2014[2]
- March 2011-presente
- Sentra 2007-presente
- Versa 2013-presente
- Leaf 2010-presente
- Tiida 2004-2014

## Nobre
- Alpini G 59 Grand Prix[75]

## Obvio!
- Obvio! 828[76]

## PAG/Dacon
- 828
- Nick 1988-1991

## Peugeot
- 206 2001-2008
- 504 Pickup Diesel 1992-1999
- 206 SW 2005-2008
- 207 2008-2014[2]
- 207 Passion 2008-2014
- 207 SW 2008-2012
- 208 2013-presente
- 2008 2015-presente
- Hoggar 2010-2014
- 408 2011-2018
- 3008 2009-presente
- 5008 2009-presente
- 307/307 SW 2003-2012
- 405 1992-1998
- 205 1992-1998
- 106 1993-2002
- 306/306 SW 1994-2002
- 406 1998-2005
- 407 2006-2010
- RCZ 2011-2016
- Peugeot 807

## Polystilo
- WM II[77] 1982-?
- Savana[77] 1983-1986

## Puma
- GT (DKW) 1967 (VW) 1968-1970
- GT4R 1969-1970
- Puma P8 1971
- Puma Spyder 1971-1972
- GTE 1970-1980
- GTS 1973-1980
- GTB 1974-1979
- GTB S2 1979-1987
- GTB S3 1984-1984
- GTB S4 1984-1984
- P-018 1981-1987[78]
- GTC 1981-1986
- GTI 1981-1987
- AM1 1988-1990
- AM2 1988-1990
- AM3 1989-1991
- AM4 1989-1995
- AMV 1988-1991
- Puma 7900 (caminhão)

## Py Motors
- Equus[77]

## Ragge
- Califórnia 1989[79]

## Renault
- Captur 2017-presente
- Clio 1996-2016
- Clio Sedan 2000-2005
- Duster 2011-presente[2]
- Oroch 2015-presente
- Kwid 2017-presente
- Logan 2007-2023[2]
- Mégane Grand Tour 2006-2012
- Mégane Sedan 1998-2010
- Sandero 2007-2023[2]
- Scénic 1998-2010
- Grand Scénic (importado) 2008-2009
- Fluence 2010-2018
- Symbol 2009-2013
- 19 1993-1998
- 21 1992-1994 (importado)
- Renault Laguna/Laguna SW 1996-2002 (importado)
- Twingo
- Zoe 2018-presente
- Twizy
- Renault Kardian 2023-presente

## Romi
- Isetta 1956-1961

## Saab
- 9000 1990-1991

## Simca
- Alvorada 1963
- Chambord 1959
- Emi-Sul 1966
- Esplanada 1967-1969[80]
- GTX 1969[81]
- Jangada 1962
- Presidence 1963
- Rally 1962
- Regente 1968
- Tufão 1964

## Santa Matilde
- SM Hatch 1977-1983[82]
- SM Conversível 1983-1990[82]
- SM Coupé 1983-1997[82]

## San Vito
- San Vito S1 [76]

## SEAT
- Córdoba 1995-2002
- Ibiza 1995-2002
- Inca 1995-2002
- Vario 1995-2002

## Smart
- Fortwo 2011-presente

## STV
- Uirapuru berlineta[83] 1965-1967
- Uirapuru cabriolet[83] 1966-1967

## Spiller Mattei
- Gringo[84]

## SR Veículos Especiais
- Ibiza[85]
- Max Sport[85]
- Max Sport 2[85]
- Deserter 2[85]
- Deserter Rally[85]
- Deserter XK[85]
- Country XK[85]

## Subaru
- Impreza
- Forester
- WRX
- Outback
- XV
- Legacy

## Suzuki
- Jimny 2012-presente
- Grand Vitara 1997- 2015
- Vitara 1997- presente
- Suzuki SX4 S-Cross 2013- presente
- Suzuki Baleno 1995-2000
- Suzuki Swift 1991-1995, 2014-2017

## SsangYong
- XLV
- Tivoli
- Actyon
- Actyon Sports
- Korando
- Kyron
- Rexton

## TAC Motors
- Stark 2009

## Tanger
- Lucena

## Toyota
- Bandeirante 1962-2001[86]
- Camry 1980-presente
- Corolla 1998-presente[86]
- Etios 2012-presente
- Fielder 2004-2008[86]
- Hilux 1968-presente
- Prius 1997-presente
- RAV4 1994-presente
- SW4 1997-presente
- Yaris 2018-presente
- Previa 1992
- Toyota Corolla Cross 2020-presente

## Trimax
- Audax 2010-?

## Troller
- Pantanal 2006-2008
- T4 1999-presente

## Villa
- Villa GT[87]

## Volvo
- XC40
- XC60
- XC90
- V40
- V60
- S60
- S90
- 850
- C30
- V50
- XC70
- V50
- C70

## Volkswagen
- 1600 1968-1971
- Apollo 1990-1992
- Amarok 2010-presente
- Brasília 1973-1982
- Fox 2003-2021[2]
- Fusca 1959-1986 / 1993-1996 e 2014-2017
- Gol 1980-2022[2]
- Golf 1995-presente[2]
- Jetta 2006-presente
- Karmann Ghia 1962-1971[88]
- Karmann Ghia Cabriolet 1967-1971[88]
- Karmann Ghia TC 1970-1975[88]
- Kombi 1957-2013
- Logus 1993-1997
- Nivus 2020-presente
- Parati 1982-2012
- Passat 1974-1989
- Pointer 1994-1996
- Polo 2002-2014 / 2017-presente[2]
- Polo Classic 1997-2002[2]
- Polo Sedan 2002- 2014
- Quantum 1985-2001
- Santana 1984-2006
- Saveiro 1982-presente[2]
- SP1 1972-1973[89]
- SP2 1972-1976[89]
- TL 1970-1976
- Up! 2014-2021[90]
- Variant 1969-1977
- Variant II 1978-1981
- Virtus 2018-presente
- Voyage 1981-1996/2008-2023[2]
- Bora 1999-2011
- Taos 2020-presente
- T-Cross 2019-presente
- Tiguan 2009-presente
- Touareg 2002-2019
- Tera 2025-presente

## WMV
- WMV 1978-?[77]

## Willys Overland
- 1093 1964-1965
- Aero 1960-1971
- Dauphine 1959-1966
- Gordini 1962-1968
- Interlagos 1961-1966
- Itamaraty 1966-1971
- Itamaraty Executivo 1967-1969
- Jeep CJ-5 1957-1971 (ver Ford)
- Jeep CJ-6 1957-1966
- Jeep pick-up 1958-1971[49] (ver Ford)
- Rural 1958-1971[49] (ver Ford)
- Teimoso 1964-1966[91]
- Capeta